# Asamblea de Madrid-Entrevías
Pour les articles homonymes, voir Entrevías (homonymie).
Asamblea de Madrid-Entrevías, historiquement connue sous le nom d'Entrevías, est une gare ferroviaire située dans le quartier d'Entrevías, à Madrid, en Espagne. 
En raison de sa proximité avec l'Assemblée de Madrid, le nom de la station est modifié en 1998.

## Situation ferroviaire
La gare, qui se trouve située à 619 mètres d'altitude, fait partie du tracé des lignes suivantes:
- Ligne ferroviaire d'écartement ibérique Atocha-San Fernando de Henares, point kilométrique 3,8[2].
- Ligne ferroviaire d'écartement ibérique Atocha-Entrevías, point kilométrique 3,8[2].

Elle est une correspondance des lignes C-2, C-7 et C-8 de Cercanías Madrid.

## Histoire
La gare se nomme «Entrevías» à son ouverture, avant d'être renommée en 1998 du fait de sa proximité avec l'Assemblée de Madrid, le parlement régional de la communauté autonome.
Depuis janvier 2005, la compagnie Renfe exploite la ligne. Adif est titulaire des installations ferroviaires. 